# 22354 Sposetti
22354 Sposetti este un asteroid din centura principală de asteroizi.

## Descriere
22354 Sposetti este un asteroid din centura principală de asteroizi. A fost descoperit pe 31 octombrie 1992 la Tautenburg de Freimut Börngen. Asteroidul prezintă o orbită caracterizată de o semiaxă mare de 2,33 ua, o excentricitate de 0,07 și o înclinație de 7,6° în raport cu ecliptica.